# The Tonight Show
The Tonight Show – codzienny amerykański talk-show emitowany w NBC. Nadawany od 1954 roku. Program cieszy się znaczną popularnością wśród widzów.
Talk-show jest filmowany w budynku Rockefeller Center w Nowym Yorku.

## Goście
Do programu zapraszane są osoby z różnych dziedzin, m.in. show-biznesu,  polityki. W jednym z odcinków serialu Alf, Alf wystąpił w roli prowadzącego ten program.
10 lipca 1969 roku w programie wystąpił Jimi Hendrix, wykonał wraz z Billym Coxem i Edem Shaughnessym utwór „Lover Man”.

## Prowadzący
Na przestrzeni lat program miał 11 prowadzących.
| Prowadzący                 | Data początku       | Data końca       | Odcinki |
| -------------------------- | ------------------- | ---------------- | ------- |
| Steve Allen                | 27 września 1954    | 25 stycznia 1957 | 2,000   |
| Ernie Kovacs               | 1 października 1956 | 22 stycznia 1957 | 2,000   |
| Jack Lescoulie             | 28 stycznia 1957    | 21 czerwca 1957  | 2,000   |
| Al „Jazzbo” Collins        | 24 czerwca 1957     | 26 lipca 1957    | 2,000   |
| Jack Paar                  | 29 lipca 1957       | 30 marca 1962    | 2,000   |
| Różni prowadzący           | 2 kwietnia 1962     | 28 września 1962 | 2,000   |
| Johnny Carson              | 1 października 1962 | 22 maja 1992     | 4,531   |
| Jay Leno (po raz pierwszy) | 25 maja 1992        | 29 maja 2009     | 3,775   |
| Conan O’Brien              | 1 czerwca 2009      | 22 stycznia 2010 | 146     |
| Jay Leno (po raz drugi)    | 1 marca 2010        | 6 lutego 2014    | 835     |
| Jimmy Fallon               | 17 lutego 2014      | teraz            | 1049    |